# Pastırma

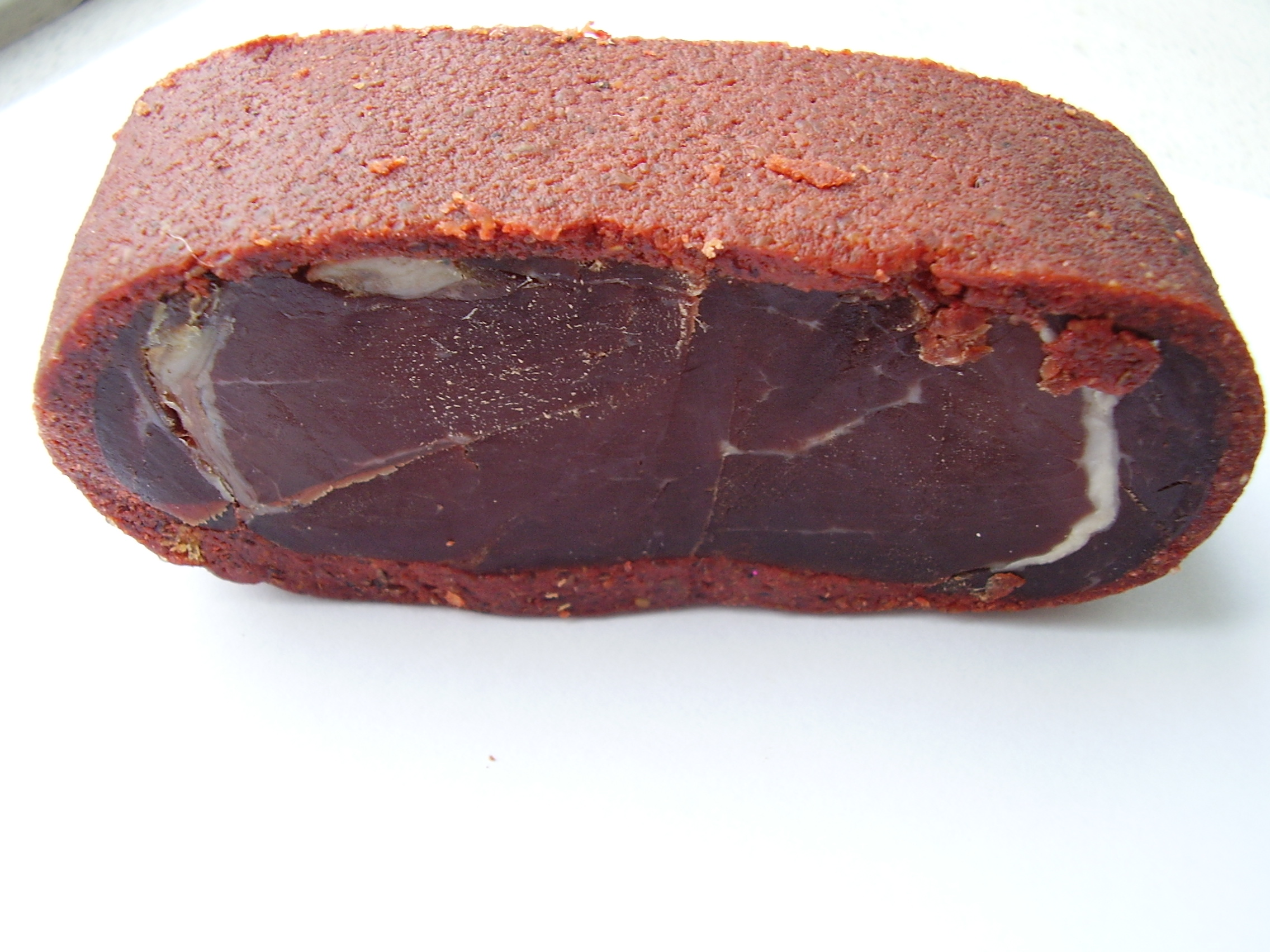
Basturma arménia

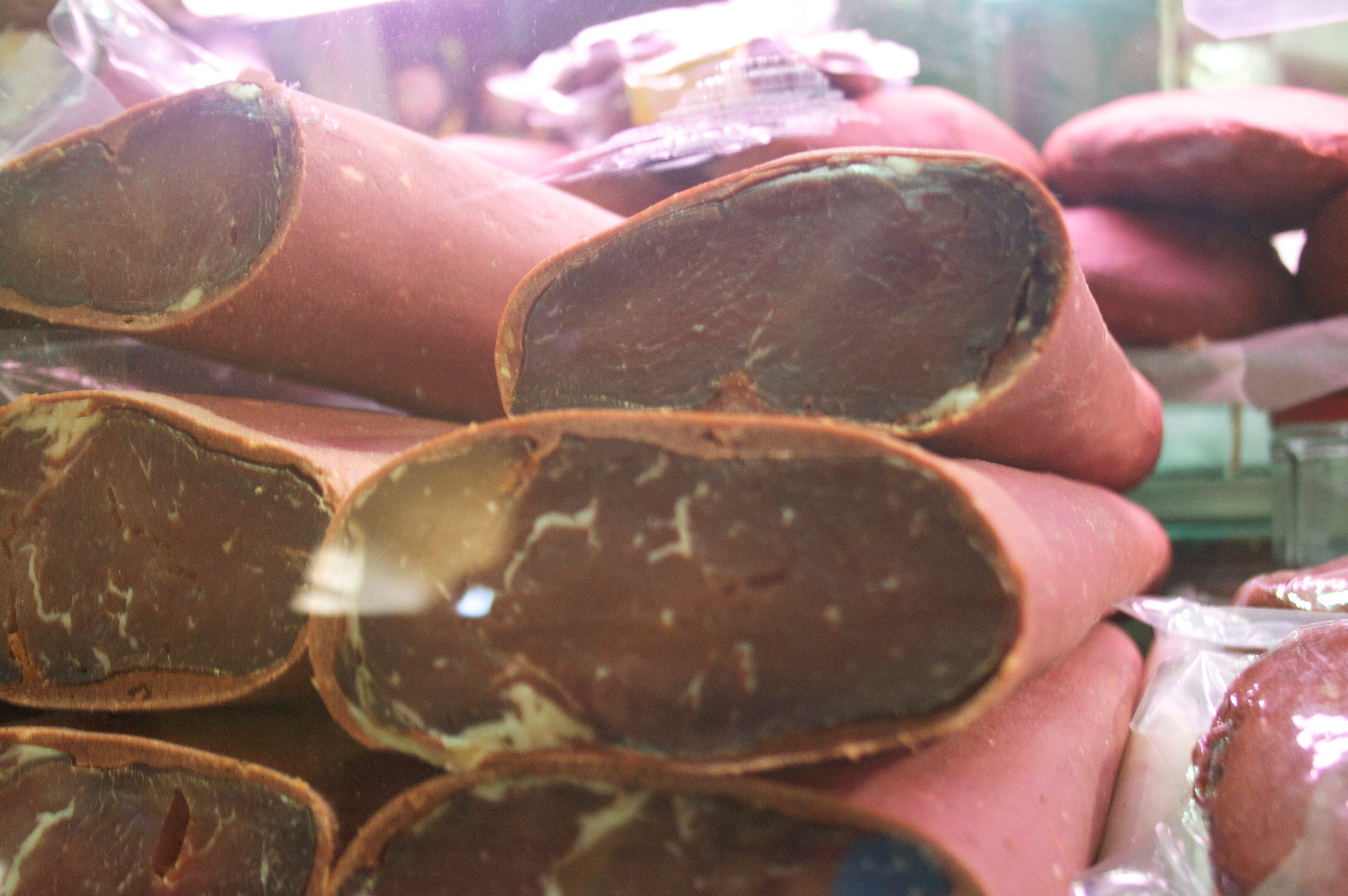
Pastırma turca

Fatiagem de pastırma turca

Pastırma, bastirma ou basturma (do idioma turco) é um tipo de carne de bovino muito temperada seca ao ar com origem na Anatólia e que atualmente faz parte da gastronomia dos países que pertenceram ao Império Otomano.

## Etimologia e história
Bastırma ou, mais modernamente, pastırma, significa carne prensada em turco. A palavra foi assimilada por outras línguas da região — em albanês: pastërma, em árabe: بسطرمة (basterma), em arménio: բաստուրմա (basturma), em azeri: basdırma, em bósnio, croata e sérvio: pastrma, em búlgaro: пастърма (pastărma), em grego:  (pastourmás), em hebraico: פסטרמה‎ (pasterma), em macedônio/macedónio: pastrmajlija e em romeno: pastramă. O termo "pastrami", embora também usado para um tipo de carne preparado de forma diferente, também está relacionado com a pastırma através do iídiche ּאַסטראָמע (pastrómeh).
O fabrico de carne de vaca seca ao ar é conhecido na Anatólia há séculos, desde pelo menos o Império Bizantino. Há várias histórias acerca da origem da pastırma, nenhuma bem documentada. Uma dessas histórias coloca a origem em Kayseri, onde supostamente havia um prato chamado pastron, mas nada disso é suportado pelos dicionários de grego.

## Preparação
A pastırma é preparada salgando a carne, que em seguida é lavada com água e deixada secar durante 10 a 15 dias. O sangue e sal são depois espremidos da carne, que depois é coberta com uma pasta de cominhos chamada çemen (literalmente: "feno-grego"), preparada com cominhos esmagados, feno-grego, alho e pimentão picante, seguindo-se a secagem por ar.
Os Libaneses Arménios introduziram a pastirma na Síria e no Líbano em grandes quantidades. Ali é geralmente servida como um meze (entrada) em finas finas, usualmente sem ser cozinhada, mas algumas vezes levemente grelhada ou acompanhada por ovos como pequeno-almoço. Pode ser adicionada a vários pratos, o mais famoso deles de feijão, e a várias tartes. A pastirma tradicional arménia é confeccionada exclusivamente com vaca, o que continua a situação mais comum. Apesar da vaca ser a carne mais usada atualmente, outros tipos de carne são também usadas, conforme a região, como camelo, ovelha, cabra e búfalo de água. A de camelo é a mais apreciada na Síria, um grande produtor de pastırma.
Na Turquia, onde é consumida como pequeno almoço com ovos e como entrada acompanhada de rakı, há mais de 22 tipos de pastırma. Em termos gerais, o tipo mais divulgado é a versão com picante da Anatólia Central, geralmente chamada Kayseri pastırması. O tipo menos comum, a Rumeli pastırması, ou pastırma dos Balcãs, é simplesmente salgada e seca.
No Egito, a pastirma é usada em pequenos almoços, com ovos fritos. Também serve para cobertura de pizzas, como recheio de várias especialidades de massa cozinhados no forno, quer feitos com massa de pão, quer com massa folhada com múltiplas camadas.
Os Palestinianos consomem a pastirma cortada em tiras finas fritas em azeite. A pastirma ou bastirma é servida não só na mesa de mezes, mas também como parte do pequeno almoço, servida com pão pita recém-cozido.